# كاتايو أردشير دينشو
 كاتايو أردشير دينشو من الشخصيات البارزة في مجال الطب الهندي حيث لعبت دورًا مهمًا في تطوير رعاية السرطان الحديثة في الهند وتطوير العلاج الإشعاعي الفعال. في عام 2001، منحها رئيس الهند جائزة بادما شري. على مدى ثلاثين عامًا، أحدثت دينشو ثورة في طب السرطان في الهند، حيث قامت بتكرير العلاجات المتعددة الوسائط باعتبارهااستثناء وليس القاعدة.

## حياتها ومسيرتها المهنية
بدأت دينشو حياتها المهنية الطبية بعد تخرجها من كلية الطب المسيحية في فيلورعام 1966. واصلت تدريبها في مستشفى أدينبروك في كامبريدج، المملكة المتحدة، من 1970 إلى 1973. خلال هذه الفترة أكملت دبلومها في العلاج الإشعاعي (DMRT)، ثم تم تسجيلها كزميل في الكلية الملكية لأطباء الأشعة (FRCR) في لندن.
بعد ذلك، عادت إلى الهند وأصبحت موظفة في مستشفى تاتا التذكاري في مومباي عام 1974، وبعد سبع سنوات عُينت رئيسة لقسم علاج بالأشعة للأورام . في عام 1995، تم تعيينها مديرة لمستشفى تاتا التذكاري، وبعد عامين تم اختيارها للإشراف على مركز تاتا التذكاري (مستشفى تاتا التذكاري ومعهد أبحاث السرطان أيضًا. شغلت منصب مديرة هذا المعهد حتى عام 2008، ولعبت دورًا محوريًا في تشكيل المعهد إلى وضعه الحالي كأحد مراكز السرطان الرائدة في الهند. 
حصلت دينشو على العديد من الجوائز والتقدير، وعملت كعضو في العديد من اللجان والهيئات المرموقة، بما في ذلك الاتحاد الدولي لمكافحة السرطان، والوكالة الدولية للطاقة الذرية، وحكومة الهند. لديها مئات المنشورات بأسمها، وهي عضو في هيئة تحرير العديد من المجلات العلمية . طوال فترة عملها في مركز تاتا التذكاري، كانت القوة الدافعة في وضع أعلى المعايير، وساهمت في تنظيم وتجديد جميع الأقسام، إلى جانب توفير الأجهزة الحديثة لتشخيص وعلاج السرطان، وإنشاء أنظمة إدارة حديثة وحوسبة في المستشفى.
كانت إحدى أولى مبادراتها هي تعزيز نهج الفريق المتكامل لعلاج السرطان، وتشجيع أطباء الأشعة والجراحين على مراجعة المرضى الجدد في عيادة سرطان الغدد الليمفاوية . وضعت مع الأطباء بروتوكولات إكلينيكية، وقاموا بتوجيه مرضى السرطان إلى برامج العلاج المناسبة وفقًا لإرشادات محددة - في سياق التجارب السريرية المستمرة. قامت بـتكليف لجنة مراجعة علمية نشطة ولجنة أخلاقيات المستشفى من لتوجيه جميع البرامج البحثية في مستشفى تاتا التذكاري. طورت أول برنامج للعلاج الإشعاعي الموضعي في الهند في مستشفى تاتا التذكاري، وكانت القوة الدافعة نحو تطوير تقنيات العلاج الإشعاعي الحديثة، مثل العلاج الإشعاعي المطابق ثلاثي الأبعاد والعلاج الإشعاعي السطحي والعلاج الإشعاعي المعدل الشدة والمعالجة الإشعاعية الموجهة بالصور.
كانت دينشو أيضًا السبب في إنشاء المركز المتقدم لأبحاث العلاج والتعليم في السرطان في نافي مومباي، وعيادة تاتا الجديدة ومجمع الكلية في مركز الرعاية الصحية تالاهاسي ميموريال، وقسم المعالجة الإشعاعية الموجهة بالصور . لعبت أيضًا دورًا رئيسيًا في تطوير آلة علاج إشعاعي محلية تسمى الأخويات. ومنذ ذلك الحين تم تركيب الجهاز في عشرين مركزًا آخر للسرطان في الهند، وتم التبرع به للعديد من البلدان النامية.
توفيت في 26 أغسطس 2011 بسبب السرطان.

## الجوائز والإنجازات
- شغلت منصب الرئيسة السابقة للجمعية الدولية لعلاج الأورام بالإشعاع في بيجين، الصين عام 1997-2001
- شغلت منصب الرئيسة السابقة لجمعية أطباء الأورام بالإشعاع في الهند (1995-1996)
- جائزةبادما شري، التي منحها لها رئيس الهند لمساهمتها في مجال العلوم والهندسة في 26 يناير 2001)
- جائزة Indo American Ulrich Henschke التذكارية للتميز (مدراس، ديسمبر 1993)
- جائزة التميز في الكفاءة المهنية من اتحاد بارسي الزرادشتية أنجومان الهند (يونيو 1997)
- جائزة الإنجاز مدى الحياة لخدمة أسباب السرطان من قبل مؤسسة سرطان الثدي في الهند (مارس 2000)
- جائزة FIE Foundation الوطنية للمساهمة المتميزة في الطب (1999)

## وصلات خارجيَّة
```
 
أردشير دينشو
، حكومة الهند.
```

- دينشو، كاتايو من مكتب المدير، Tata Memorial Centre.
- JCRT publication, Ghosh-Laskar S. In fond memory of a Legend: Dr. Ketayun Ardeshir Dinshaw. J Can Res Ther 2011;7:393-4
- PUBMED